# Til Gardeniers-Berendsen
Mathilde Hubertine Maria Francisca (Til) Gardeniers-Berendsen (Rotterdam, 18 februari 1925 – Den Haag, 22 oktober 2019) was een Nederlandse politica.

## Loopbaan
Gardeniers kwam in 1971 in de Tweede Kamer voor de Katholieke Volkspartij (KVP). In 1976 diende zij samen met Hannie van Leeuwen van de Anti-Revolutionaire Partij een initiatief-wetsvoorstel in voor een alternatieve abortuswet, waarin de strafbaarheid van abortus werd gehandhaafd maar wel werd voorzien in een mogelijkheid voor uitzonderingen. In 1977 werd zij minister voor Cultuur, Recreatie en Maatschappelijk Werk (CRM) in het kabinet-Van Agt I. In 1981 werd zij minister van Volksgezondheid en Milieuhygiëne in het kabinet-Van Agt II en vervolgens in kabinet-Van Agt III. In haar ministerschappen heeft ze zich vooral beziggehouden met het omroepbeleid, vanwege de opkomst van regionale zenders en kabeltelevisie, de totstandkoming van de Riagg-centra, later opgegaan in grotere verbanden in de ggz, en de Wet voorzieningen gehandicapten (Wvg). 
In 1994 was zij voorzitter van de "commissie-Gardeniers", die de dramatische nederlaag van het CDA onder het lijsttrekkerschap van Elco Brinkman moest onderzoeken. Ook was zij sinds 1983 lid van de Raad van State, actief in het Nationaal Comité 4 en 5 mei en bij het Rode Kruis.

## Privéleven
Til Berendsen trouwde in 1951 met Mat Gardeniers (1924-2004). Zij hadden drie zonen. Haar echtgenoot was vanaf 1979 directeur van de Nederlandse Vereniging Bescherming van Voetgangers (NVBV). Haar zoon Jeff was wethouder in Leiderdorp.
Ze overleed in 2019 op 94-jarige leeftijd.
- Digitale Bibliotheek voor de Nederlandse Letteren: gard018
- Gemeinsame Normdatei: 1188948067
- International Standard Name Identifier: 0000 0003 8921 4533
- Nederlandse Thesaurus van Auteursnamen: 069055041
- Parlement.com: vg09lleffqqa
- Virtual International Authority File: 282533764
- WorldCat: E39PBJkp8JyT6cjpV4gV89kJjC